# 古晉潮僑俱樂部
古晉潮僑俱樂部（潮語潮拼：gou2 zing3 dio5 kiao5 gu6 lag8 bou6), 於1921年3月4日註冊，為砂拉越歷史最為悠久的社團之一。在19世紀，古晉潮屬人士於1864年前後成立“順豐公司”（現稱“古晉潮州公會”）與“潮僑公所”（現稱“古晉潮僑俱樂部”）。順豐公司主要處理同鄉教育，置辦產業，宗教事務（古晉玄天上帝廟）等公共事務。而潮僑公所主要提供潮屬人士娛樂活動與場所。為此，古晉潮州公會與古晉潮僑俱樂部的關係密切，為姐妹公會。
1933年，順豐公司改名“潮僑公會”；為避免混餚，於同年潮僑公所改稱“古晉潮僑俱樂部”，其意義為潮僑人士的俱樂部。現如今保持“潮僑”一詞是為保留歷史意義，雖然現如今的潮屬人士已不自稱“潮僑”而是自稱“潮州人”或“潮裔”。

## 潮樂團
“古晉潮僑俱樂部潮樂團”為古晉潮僑俱樂部下屬之潮樂團。其樂團為古晉早期華族成立的樂團之一。50年代，“新榮和興”潮劇團在古晉演出後，至此在古晉掀起了潮樂風氣，古晉潮僑俱樂部潮樂團隨時代流行成立。隨著時代的變遷，潮樂在古晉漸漸被華樂所代替。現如今，其潮樂團為古晉為數不多保持活躍的潮樂團之一。

## 潮劇
潮劇，亦稱潮州戲，為使用潮州話為主要語言的戲劇。在早期的砂拉越，潮劇非常受各個籍貫的華人喜愛。古晉潮僑俱樂部亦集合了潮劇愛好者於會所。

## 外部鏈接
- 官方面子書